# Edinost in dialog
Edinost in dialog, revija za ekumensko teologijo in medreligijski dialog (angleško Unity and Dialogue, Journal for Ecumenical Theology and Interreligious Dialogue), je znanstvena revija Inštituta Stanka Janežiča za dogmatično, osnovno in ekumensko teologijo ter religiologijo in dialog Teološke fakultete Univerze v Ljubljani z recenzijo.
Revija objavlja izvirne in pregledne znanstvene članke in prispevke s področja ekumenizma in medverskega dialoga s poudarkom na krščanskih verstvih, judovstvu in islamu. 
Revija izhaja od leta 1924. Revija je nova serija revij Kraljestvo božje in V edinosti. Z novim imenom, Edinost in dialog, letnik 68, je izšla leta 2013.
Sedanji glavni in odgovorni urednik je Samo Skralovnik.
Revija je indeksirana v bazah (po abecednem redu): ATLA Religion Database (American Theological Library Association); DOAJ (Directory of Open Access Journals); ERIH PLUS (European Reference Index for the Humanities); IBZ Online (Internationale Bibliographie der Zeitschriftenliteratur); IxTheo (Index Theologicus); RTA (Religious and Theological Abstracts); Scopus. SCIMAGOJR rank: Q1. 
DOAJ je v letu 2023, ko je praznoval 20. obletnico obstoja in vključeval 80 jezikov, 135 držav, 19.876 revij in 9.280.393 člankov, med vsemi revijami, ki jih indeksira, izbral sedem »glasov«, DOAJ voices, ki jih je predstavil, med njimi tudi revijo Edinost in dialog. Ob tej priložnosti je Katrine Sundsbø (DOAJ) z glavnim in odgovornim urednikom, Samom Skralovnikom, opravila pogovor. DOAJ glas / voice pomeni vzorčni primer znanstvene revije po načelu "zlatega dostopa". DOAJ indeksira znanstvene revije, ki svoje vsebine dajejo na voljo brezplačno, brez časovnega zamika ali zahteve po registraciji uporabnikov in izpolnjujejo visoke standarde kakovosti, predvsem z vidika postopka recenzije in uredniškega nadzora kakovosti.   